# Hannibal Goodwin
Hannibal Williston Goodwin (Ulysses, Tompkins megye, New York, 1822. április 21. – 1900. december 31.) amerikai pap és feltaláló.

## Életpályája
1867–1887 között a New Jersey-i püspöki templomban teljesített szolgálatot. Összesen 24 olyan találmányt sikerült létrehoznia, amelyek nem rendelkeztek speciális tudományos képzéssel, melyek közül 15-öt szabadalmaztatott is.
Hosszú kísérletsorozat eredményeképpen feltalálta a rugalmas, cellulóz alapú fényképfelvételt, amelyet az USA-ban 1887. május 2-án szabadalmaztatott. Goldwin 11 évig pereskedett a George Eastman Társasággal – ma Eastman Kodak –, amely 1888-ban feltalálta a tekercsfilmet, és Henry M. Reichenbach nagy sikert aratott. Goldwin 1898. szeptember 13-án kapta meg a 610 861 amerikai szabadalmat, halála előtt 2 évvel, és a George Eastman Társaság-nak ötmillió dolláros bírságot kellett fizetnie (más források szerint az Ansco később beperelte az Eastman Társaságot, így a szabadalmat végül 1914. március 10-én adták ki.
Goodwin 1900-ban megalapította a Goodwin Film & Camera Company-t, de ugyanebben az évben meghalt.
Goodwin halála után a szabadalmat az Ansco-nak adták át, amely Goodwin tiszteletére 1909-ben az Országos Fotográfiai Egyesületben elindított egy sor kameranevet az 1930-as évekig.
1914-ben Goodwin egyházi barátai emléktáblát adományozott a közkönyvtárnak.
1960 óta az Antarktiszon gleccser viseli nevét (Goodwin-gleccser).

## Fordítás
- Ez a szócikk részben vagy egészben  a   Hannibal Goodwin című német Wikipédia-szócikk ezen változatának fordításán alapul.  Az eredeti cikk szerkesztőit annak laptörténete sorolja fel. Ez a jelzés csupán a megfogalmazás eredetét és a szerzői jogokat jelzi, nem szolgál a cikkben szereplő információk forrásmegjelöléseként.